# PGC 48173
LEDA/PGC 48173 ist eine Spiralgalaxie mit aktivem Galaxienkern im Sternbild Bärenhüter am Nordsternhimmel. Sie ist schätzungsweise 1,4 Milliarden Lichtjahre von der Milchstraße entfernt und hat einen Durchmesser von etwa 150.000 Lichtjahren. 
Im selben Himmelsareal befinden sich unter anderem die Galaxien IC 4313, IC 4314, PGC 48164, PGC 1786982.